# 343981 Oppenheim
343981 Oppenheim è un asteroide della fascia principale. Scoperto nel 2010, presenta un'orbita caratterizzata da un semiasse maggiore pari a 2,935445 UA e da un'eccentricità di 0,106751, inclinata di 9,854163° rispetto all'eclittica.